# 渡邊俊二
渡邊 俊二（わたなべ しゅんじ、1948年〈昭和23年〉10月5日 - ）は、日本の地方公務員（技術公務員）。熊本県土木部長、熊本県住宅供給公社理事長を歴任。瑞宝小綬章受章。

## 人物・経歴
下益城郡城南町 (現・熊本市南区) 出身。1971年3月 福岡大学工学部土木工学科卒業、同年4月 熊本県庁入庁。道路建設課企画係長、2001年 (平成13年) 熊本駅周辺整備事務所長、2003年 土木部都市計画課長、2004年 同部首席土木審議員兼河川課長、2005年 同部土木技術管理室長、2006年 同部長。熊本天草幹線道路、熊本市から阿蘇市間、南関インターチェンジから荒尾市などの道路整備に取り組んだ他、CALS/ECの対応、とりわけ電子納品化を進めた。
県庁退職後の2008年5月 寺嶋建の後任として熊本県地方住宅供給公社理事長。2011年5月 ハウスメーカー13社と協力し光の森駅北側に総合住宅展示場をオープンした。

## 栄典
2021年11月 令和3年秋の叙勲で地方自治功労により瑞宝小綬章を受章